# Deltophora gielisia
Deltophora gielisia is een vlinder uit de familie tastermotten (Gelechiidae). De wetenschappelijke naam is voor het eerst geldig gepubliceerd in 1995 door Hull.
De soort komt voor in Europa.